# Древнерусский извод церковнославянского языка

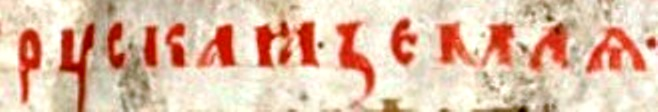
«Русская земля» («рускаꙗ ꙁємлѧ») из первых строк «Повести временных лет», список Лаврентьевской летописи, 1377

Древнерусский извод церковнославянского языка (также русский, восточнославянский, старый киевский извод) — наименование русской редакции (извода) церковнославянского языка древнего периода. Особенности извода проявляются главным образом в фонетико-орфографических и отчасти морфологических признаках сохранившихся славянских рукописей. Существовал с X и до XIV века. Литературный церковнославянский язык фактически был койне. Являлся одним из интегралов древнерусской общности.

## История
В X веке Киевская Русь (Древняя Русь, Древнерусское государство) приняла христианство. Для его распространения необходимо было наличие литургических книг, написанных на языке, понятном населению. В X веке из существовавших литературных языков лучше всего для этой цели подходил старославянский язык.
В то время восточнославянские племена, входившие в состав Древнерусского государства, говорили на разных наречиях, объединяемых в сравнительно-историческом языкознании под названием древнерусского языка.
После введения старославянской языковой нормы в Древней Руси на протяжении нескольких веков был создан литературный язык, который в значительной степени сохранил систему старославянского языка, но также много заимствовал из различных древнерусских разговорных диалектов. Таким образом был сформирован древнерусский извод церковнославянского языка.
Первые христианские князья киевские Владимир Святославич и его сын Ярослав Мудрый видимо хорошо осознавали государственно- и культурно-интегрирующую роль, которую играет единая митрополия и церковнославянский язык.
После церковно-политического разделения восточнославянской территории на Московскую Русь и Литовскую Русь сформировались отдельные старомосковский и украинско-белорусский изводы церковнославянского языка.

## Оценка А. А. Шахматова
Памятники XI века, то есть первого столетия по принятии Русью христианства, доказывают, что уже тогда произношение церковнославянского языка обрусело, утратило чуждый русскому слуху характер; русские люди обращались, следовательно, уже тогда с церковнославянским языком как со своим достоянием, не считаясь с его болгарским происхождением, не прибегая к иноземному учительству для его усвоения и понимания. Можно было бы думать, что церковнославянский язык дошёл до русских только путём книжным и усваивался ими только из книг; но некоторые данные свидетельствуют, что первыми нашими учителями были живые носители болгарского языка, сами болгары (…) однако это первоначальное учительство не возобновлялось в первые века русской письменности: Болгария не переставала снабжать нас книгами, но учителей мы оттуда не выписывали, довольствуясь тою школою русских попов и дьяконов, которая, по свидетельству летописи, была создана ещё при Владимире Святом.

## Характеристика

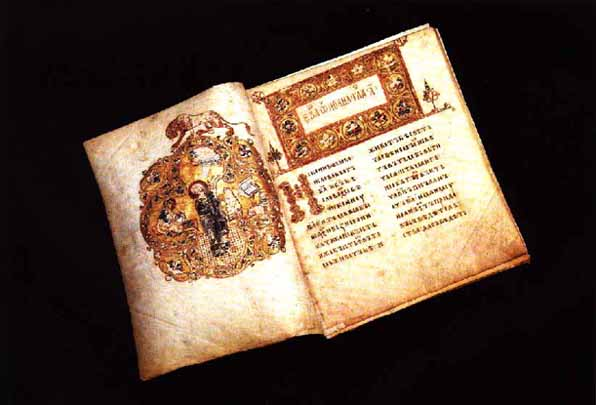
Остромирово Евангелие середины XI века

Несмотря на определённые региональные различия (например, отражение цоканья в новгородских памятниках), большинство церковнославянских памятников, написанных на обширной восточнославянской территории, характеризуется единством лингвистических норм.
Основные черты русского извода:
- буквы ѹ, у на месте ѫ и «неэтимологическое» использование ѫ. Примеры: кѹпѣль ‛купель’, водѹ ‛воду’, дрѫже ‛друже’ (форма звательного падежа);
- использование буквы ѧ вместо Ꙗ, а, и наоборот по отношению к орфографии старославянских памятников;
- написания с начальным ѹ-, соответствующим ю- в старославянской орфографии. Примеры: ѹгъ ‛юг’, ѹноша ‛юноша’;
- написания ъръ, ълъ, ьрь или ър, ъл, ьр на месте этимологических *ТъrТ, *ТъlТ, *ТьrТ. Примеры: търгъ, търъгъ ‛площадь’, вълкъ ‛волк’, вьрьвь ‛веревка’;
- написания, отражающие «полногласие». Примеры: городъ ‛город’, дерево ‛дерево’;
- ж на месте праславянского *dj: прѣже ‛прежде’, рожьши ‛родившая’; и ч на месте праславянского *tj (спорадически): чужии ‛чужой’, хочю ‛хочу’;
- окончания творительного падежа единственного числа -ъмь, -ьмь (в старославянских памятниках -омь, емь) и др.

Отличия в произношении
Церковнославянский язык древнерусского извода и старославянский язык различаются характером произношения буквы ѳ, встречающейся лишь в заимствованиях из греческого. Наряду с этимологически правильным написанием этих грецизмов с ѳ в соответствии с греческой θ, встречается вариантное написание этих слов в старославянских памятниках с т, а в древнерусских памятниках — с ф.
Также наблюдается различие в произношении буквы . В старославянском языке щ произносилось как шт (в болгарском — по сей день), а в восточнославянском изводе церковнославянского — как шч.